# Francesco Mezzadri
Francesco Mezzadri (Parma, 1969) è un fisico italiano.

## Biografia
Dopo la laurea in fisica all'Università di Parma, nel 1999 ha ottenuto un dottorato all'Università di Bristol con una tesi dal titolo « Boundary Conditions for Torus Maps and Spectral Statistics ».
Si occupa in particolare della teoria delle matrici aleatorie e del loro legame con l'entropia quantistica, delle catene di spin, del caos quantistico e della meccanica  statistica quantistica.
È professore di fisica matematica all'Università di Bristol.
Nel 2018 ha ricevuto il prestigioso Premio Fröhlich dalla London Mathematical Society.

## Pubblicazioni (selezione)
- Quantum boundary conditions for torus maps (con JP Keating, JM Robbins), in Nonlinearity Vol. 12, 1999, p. 579
- Pseudo-symmetries of Anosov maps and spectral statistics (con JP Keating), in  Nonlinearity Vol. 13, 2000, p. 747
- Random matrix theory and entanglement in quantum spin chains (con JP Keating), Communications in Mathem. Physics, Vol. 252, 2004, pp. 543-579
- Recent perspectives in random matrix theory and number theory (con Nina Snaith), Cambridge UP, 2005
- Entanglement in quantum spin chains, symmetry classes of random matrices, (con JP Keating),  Phys. Rev. Letters, Vol. 94, 2005
- Ranks of elliptic curves and random matrix theory (con JB Conrey, DW Farmer, Nina Snaith), London Mathematical Society, Cambridge University Press 2007
- How to generate random matrices from the classical compact groups, in  Notices of the American Mathematical Society, Vol. 54, 2007, pp. 592-604
- Entanglement entropy in quantum spin chains with finite range interaction, Communications in Math. Phys., Vol. 284, 2008
- Tau-function theory of chaotic quantum transport with beta = 1,2,4 (con NJ Simm),  Communications in Math. Phys. Vol. 324, 2013, pp. 465-513